# من گاندی را نکشتم
من گاندی را نکشتم (به انگلیسی: Maine Gandhi Ko Nahin Mara) فیلمی هندی به کارگردانی جهنو باروا است که در سال ۲۰۰۵ منتشر شد.

## خلاصه داستان
اُتام چادهاری، استاد بازنشسته‌ای است که دیوانه می‌شود به جنون فرومی‌رود و متقاعد می‌شود که او مهاتما گاندی را کشته‌است. دختر او تریشا تلاش می‌کند تا او را از این وضعیت نجات دهد و…